# Irena Peeva
Irena Vassileva Peeva é professora de matemática na Universidade Cornell, com especialização em álgebra comutativa. Ela refutou a conjectura de regularidade de Eisenbud–Goto juntamente com Jason McCullough.

## Formação e carreira
Peeva fez seus estudos de pós-graduação na Universidade Brandeis, obtendo um Ph.D. em 1995 sob a orientação de David Eisenbud, com a tese Free Resolutions. Foi pesquisadora de pós-doutorado na Universidade da Califórnia em Berkeley e C.L.E. Moore instructor no Instituto de Tecnologia de Massachusetts, antes de entrar para o corpo docente do Departamento de Matemática da Universidade Cornell em 1998.
Peeva é uma editora do Transactions of AMS.

## Livros
Peeva é autora de:
- Graded Syzygies (Springer, 2011).[6]
- Minimal Free Resolutions over Complete Intersections (com David Eisenbud, Springer, 2016).[7]

## Reconhecimentos
Em 2014 Peeva foi eleita fellow da American Mathematical Society "por contribuições para a álgebra comutativa e suas aplicações."
Em 2012/2013 e 2019/2020 Peeva foi uma Simons Foundation Fellow. Durante 1999-2001 foi uma Sloan Foundation Fellow e uma Sloan Doctoral Dissertation Fellow em 1994/1995.